# Messier 45
A Messier 45 vagy M45 (egyéb közismert nevei: Plejádok, Fiastyúk vagy Hetes a legtöbb ember által szabad szemmel látható csillagok száma miatt) a Bika csillagképben található, a Földtől 443 fényévre lévő nyílthalmaz elnevezése.

## Felfedezése

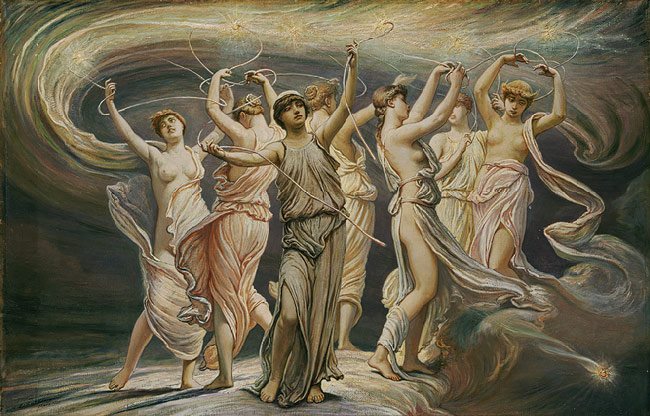
A mitológiai Plejádok

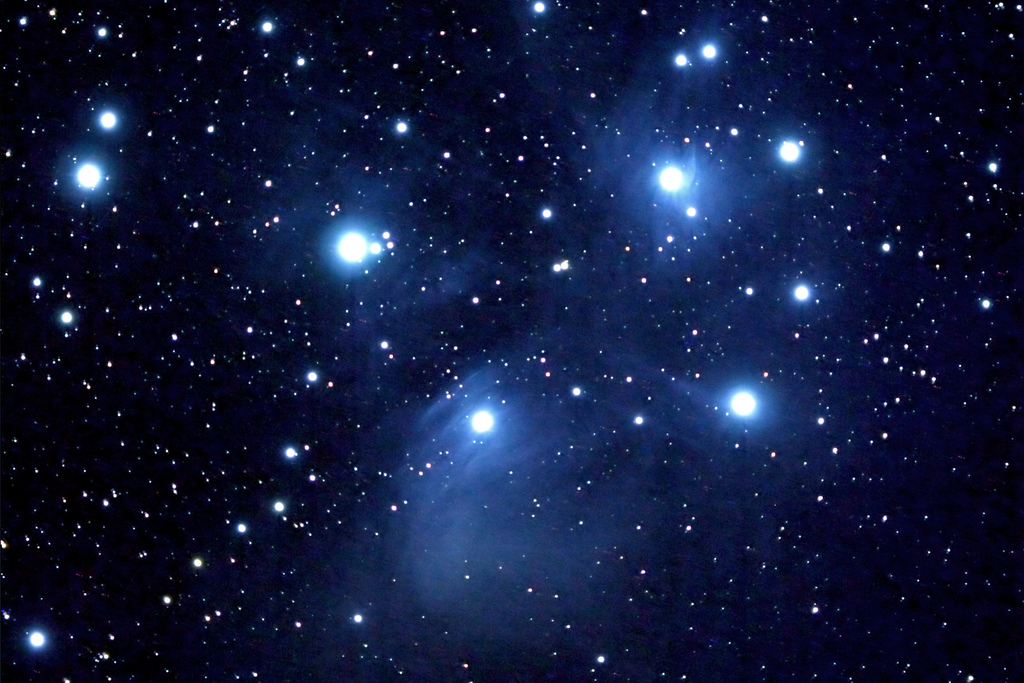
A Messier 45

Az ókori kultúrák már ismerték ezt a halmazt. Az Ószövetség három helyen is megemlíti a Plejádokat: Jób,9,9; 38,31 és Ámós 5,8. Hésziodosznak a Munkák és napok című könyvében, Homérosznak pedig az Odüsszeia és az Iliasz című műveiben is található egy-egy részlet róluk.

## Mondavilága, szerepe a különböző kultúrákban
A görög mitológia az M45 szabad szemmel is látható csillagait hét nővérnek, Atlasz és Pléioné lányainak tartotta, ők voltak a Hyádok féltestvérei. A hét nővért Órión, a Vadász üldözte az égbolton, de Zeusz galambokká változtatta őket, hogy megmenekülhessenek. A nővérek: Celaeno, Electra, Taygeta, Maia, Asterope, Merope, Alcyone, a szüleik: Atlas és Pleione – ezeket a neveket viselik a halmaz legfényesebb csillagai.
A maorik és az ausztrál őslakosok Matarikinek, a perzsák Parveennek hívták a Plejádokat, de a csillaghalmaz ismert volt a kínai, a maja, az azték, a sziú és a cseroki kultúrában is.
A Fiastyúk a magyar neve a német Gluckhenne (kotlóstyúk) középkori szóhasználatú tükörfordítása. A mondákban is szerepel, több történet is kapcsolódik hozzá. A japánoknál a csillagkép neve Subaru, így az autógyár jelvényében is a Plejádok csillagai láthatóak. 

## Megfigyelése
Szabad szemmel is látható, 7x50-es binokulárral már mintegy 20 csillag látható, 5 cm-es refraktorral (lencsés távcsővel) 15-szörös nagyítás mellett meglepően szép látvány. Galilei a maga készítette kezdetleges távcsöveivel már 36 csillagot talált a területen.
Észlelésére az őszi és a téli hónapok a legmegfelelőbbek. Július elején a hajnali égen tűnik fel, de leginkább a navigációs szürkület idején látható, augusztusban viszont már késő éjszaka kel. A delelése szeptemberben hajnali 4-5, októberben hajnali 2-3, novemberben valamivel éjfél után, decemberben 23, januárban 20-21, februárban 18-19, márciusban pedig 16-17 óra környékére esik, ilyenkor Magyarország szélességéről alig 20°-ra található a zenittől. Láthatósága április végéig tart, ekkor viszont már az esti polgári szürkületben elvesznek csillagai.

## Tudományos adatok

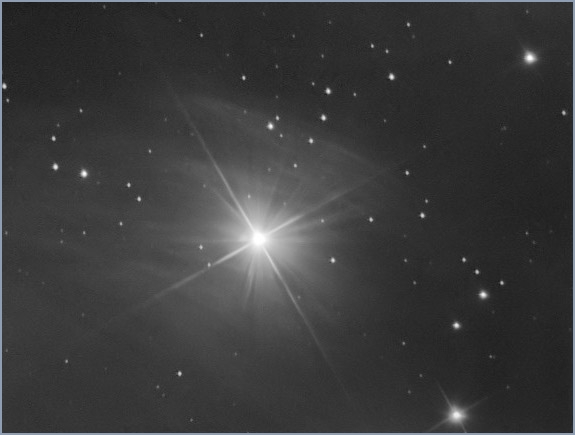
A Merope csillag

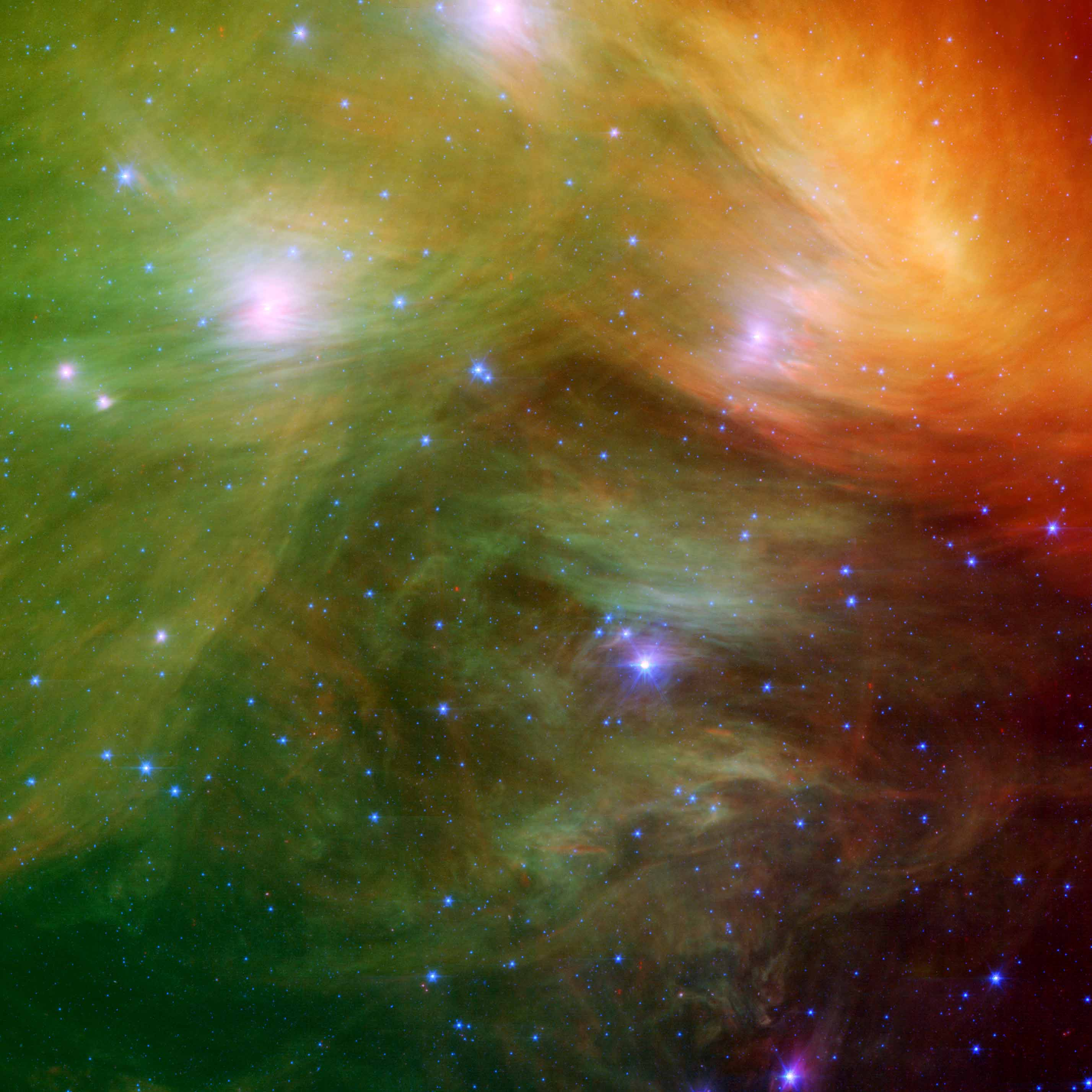
A Plejádok infravörös fényben, a Spitzer űrtávcsővel fényképezve

A Plejádok nyílthalmaz egyben mozgási halmaz is. Csillagainak közös jellemzője, hogy egy irányba tartanak, ez a hely a Naprendszer felől nézve az Orion csillagkép északi részére esik. Miközben a halmaz tagjai erre haladnak, egyben távolodnak is a Naprendszertől, tehát a mozgásuk látszólagos iránya összetartó. Természetesen a mozgás látszólag csekély, évtizedes távlatban is csak töredék ívmásodpercnyi.
A halmaz csillagászati értelemben viszonylag fiatalnak számít, korát 115 millió évesnek becsülik. Szabad szemmel is látható tagjai mind B6 – B8 színképtípusú fehér óriáscsillagok. A több száz, lényegesen halványabb halmaztag között feltűnően sok a hirtelen kifényesedést mutató, a csillagfejlődés egészen korai szakaszában járó fler csillag.
A teljes csillagcsoport több mint 500 tagból áll, és körülbelül 4 teleholdnyi területet foglal el az égbolton. A Plejádok köde porfelhő, amelyet a visszavert csillagfény tesz kevésbé láthatóvá.
- Látszólagos átmérő: 2°
- Életkor: 150 millió év

### Az objektum részei az alábbi ködök
- NGC 1435, (Merope-köd, más néven Tempel-köd) egy diffúz köd, esetleg szupernóva-maradvány a Merope csillag körül. A mintegy telehold méretű, 13 látszólagos magnitúdós ködöt 1859. október 19-én Wilhelm Tempel fedezte fel. A köd koordinátái: Ra: 03h 46m, D: +23° 54'. Ez tartalmazza az IC 349 katalógusszámú ködöt a Merope közelében.
- IC 349 A Merope-ködöt Arizonában, a Merope csillagtól délre fedezte fel Edward Emerson Barnard (1857–1923) amerikai csillagász. Egy homályos foltot látott meg egy 10 cm-es reflektor (tükrös távcső) látómezejében. A felfedezőjéről Barnard's Merope Nebula-nak (Barnard Merope ködének) nevezik. 
 Koordinátái: Ra: 03h 46m3, D: +23° 56'. A köd megpillantásához tiszta időben is legalább 150 mm-es nyílású távcső szükséges.
- A fentieken kívül: az IC 336, az IC 354, az NGC 1432 és az NGC 1456.

## Fordítás
- Ez a szócikk részben vagy egészben  a   Pleiades (star cluster) című angol Wikipédia-szócikk fordításán alapul.  Az eredeti cikk szerkesztőit annak laptörténete sorolja fel. Ez a jelzés csupán a megfogalmazás eredetét és a szerzői jogokat jelzi, nem szolgál a cikkben szereplő információk forrásmegjelöléseként.